# 太陽船
太阳船是埃及神话中太阳神拉使用的船只。因此，由于法老自稱是地球上太阳神的代表，因此法老相信自己死後会通過太陽船穿越冥界，前往来世。